# Mate Alteri
Mathé Altery, (Pariz, 12. septembar 1927) je francuska sopranistica, pevačica i glumica popularna tokom 50-ih i 60-ih godina.
Kao kći slavnog tenora Marija Alteruja, rano je došla u kontakt s pevanjem. Nakon završene muzičke akademije, dobila je angažman u opereti Annie du Far-West. Godine 1956. je sudelovala Pesmi Evroviziji 1956. godine sa šansonom "Le temps perdu". Njen rezultat ostao je nepoznat jer je otkriven samo pobednik.
U narednim godinama pojavili su se različiti EP i singlovi sa muzičkim, šansonskim i melodijama opereta koje je pjevala. U decembru 2006. godine, uručen joj je Orden Legije časti.